# Râul Racila
Râul Racila este un curs de apă, afluent al râului Tazlăul Mare.

## Hărți
- Harta munții Tarcău
- Ovidiu Gabor - Economic Mechanism in Water Management ][nefuncțională]